# Патера Мауи
Патера Мауи (лат. Maui Patera) — патера (кратер сложной формы) на спутнике Юпитера Ио.
Названа по имени полубога Мауи, подарившего людям огонь, из полинезийской мифологии, Международным астрономическим союзом в 1979 году. 

## Расположение
Мауи расположена к юго-западу от эруптивного центра Мауи и активного вулкана Амирани, и к востоку от патеры Монан, горы Монан и патеры Ах Пеку.